# John Henry Dell

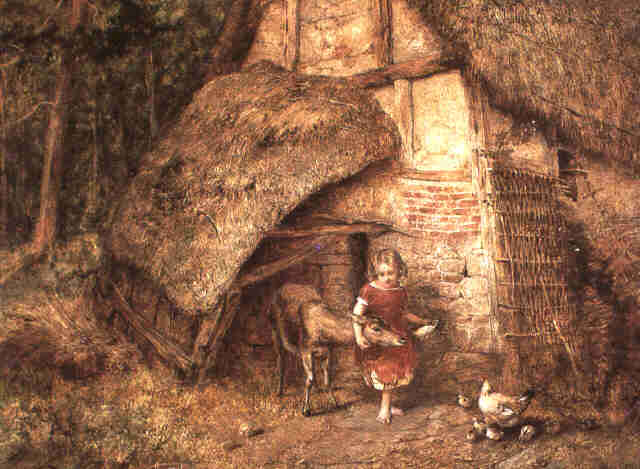
Feeding Time (1860)

John Henry Dell (* 1830 in London; † 1888 ebenda) war ein englischer Landschaftsmaler und Illustrator.

## Leben
Er erhielt seine Ausbildung in London und war dort bis 1858 tätig. Seit 1859 in Thorpe bei Chertsey (Surrey) ansässig. In den Jahren von 1851 bis 1886 beteiligte er sich an zahlreichen Ausstellungen, u. a. in der Royal Academy of Arts in London. 1871 veröffentlichte er seine Illustrationen „Nature Pictures, a Series of 30 Orig. Illustrations“ in London. Zuletzt lebte er in New Malden (Surrey).

## Werke (Auswahl)
Dell, John Henry: Nature Pictures. A series of thirty original illustrations drawn on wood by J. H. Dell, and engraved by R. Paterson. London, New York 1871.
| Personendaten    | Personendaten                               |
| ---------------- | ------------------------------------------- |
| NAME             | Dell, John Henry                            |
| KURZBESCHREIBUNG | englischer Landschaftsmaler und Illustrator |
| GEBURTSDATUM     | 1830                                        |
| GEBURTSORT       | London                                      |
| STERBEDATUM      | 1888                                        |
| STERBEORT        | London                                      |